# Грэм, Рональд
Рональд Льюис Грэм (Грэхэм, англ. Ronald Lewis Graham; 31 октября 1935 — 6 июля 2020) — американский математик, оказавший заметное влияние на развитие дискретной математики во второй половине XX века, автор ряда важных работ по планированию выполнения задач, вычислительной геометрии, теории Рамсея.
Наиболее известен как соавтор книги «Конкретная математика», написанной в соавторстве с Дональдом Кнутом и Ореном Паташником.

## Биография
Родился в городе Тафт (штат Калифорния). В 1962 году получил степень доктора философии в области математики в Калифорнийском университете в Беркли и начал работать в Лабораториях Белла, а позже — в АТ&Т Labs, откуда ушёл в 1999 году, после 37 лет.
В своей статье 1977 г. рассмотрел проблему теории Рамсея, и нашел наибольшее возможное число, являющееся решением. Это число являлось наибольшим из когда-либо использовавшихся в математических доказательствах (оно было занесено в Книгу Рекордов Гиннесса), и было названо числом Грэма. Правда, позже оно уступило первенство числу TREE(3).
Грэм популяризировал концепцию числа Эрдёша. У самого Грэма число Эрдёша равно 1. Они написали в соавторстве около 30 работ, а также являлись хорошими друзьями. Эрдёш и Грэм вместе навещали молодого математика Джона Фокмана, когда у того обнаружили рак мозга. Грэм принимал активное участие в его реабилитации.
Управляет небольшим фондом, оставленным Эрдёшем после своей смерти в 1996 г., чтобы выдавать призы за решение задач Эрдёша.
Первую крупную сумму за решение задачи Эрдёша он выплатил в 1977 г. Эндре Семереди, который впоследствии получил Абелевскую премию за работу, основанную на данной задаче.
В 1993—1994 гг. являлся президентом Американского математического общества.
В 1998 г. в соавторстве со своей женой написал книгу «Эрдёш о графах: его наследие нерешённых задач», собрав более 200 задач Эрдёша из области теории графов.

Женат на Фэн Чанг, которая является профессором интернет-математики в Калифорнийском университете в Сан-Диего. Есть двое детей.

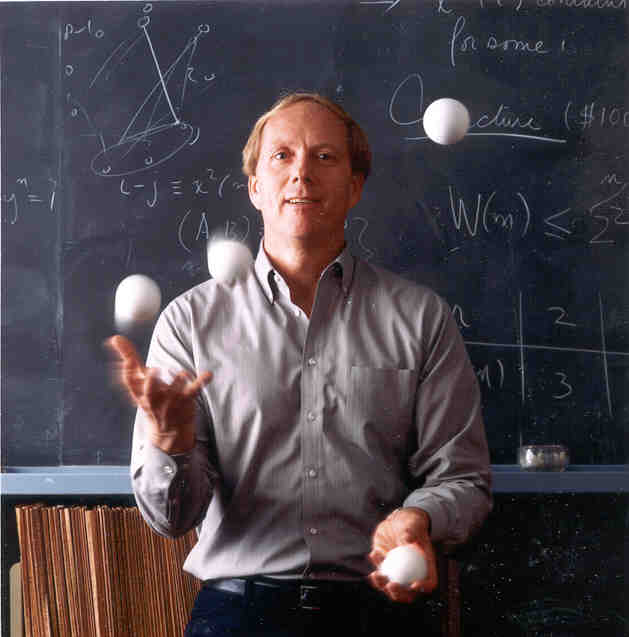
Рональд Грэм жонглирует четырьмя мячами (1986)

## Награды
Среди наград — премия Пойи (SIAM) (1971) и премия Стила (2003). В 2001 и 2015 годах приглашался прочесть Гиббсовскую лекцию.
В период 1993—1994 годов занимал должность президента Американского математического общества. В 1999 году избран почётным членом Ассоциации вычислительной техники, в 2012 году — почётным членом Американского математического общества.
Опубликовал около 320 статей и пяти книг. Среди объектов, утверждений и концепций, названных его именем — гипотеза Эрдёша — Грэма, алгоритм Грэхема, число Грэма.